# Komarno (województwo dolnośląskie)
Komarno (niem. Kammerswaldau) – wieś w Polsce położona w województwie dolnośląskim, w powiecie karkonoskim, w gminie Janowice Wielkie, w Górach Kaczawskich w Sudetach Zachodnich.

## Położenie
Leży u podnóży należącego do Korony Gór Polski, najwyższego szczytu Gór Kaczawskich – Skopca (724 m n.p.m.). Stanowi typową wieś łańcuchową.

## Podział administracyjny
| SIMC    | Nazwa   | Rodzaj    |
| ------- | ------- | --------- |
| 0189693 | Chałupy | część wsi |

W latach 1975–1998 miejscowość administracyjnie należała do województwa jeleniogórskiego.

## Historia
Pierwsze wzmianki na temat wsi pochodzą z 1305 roku – nosiła wtedy nazwę Kemreswalde. Z 1318 roku pochodzi informacja o istniejącym już kościele. Była to miejscowość szlachecka, znacznie rozbudowana i zaliczona do jednych z większych w Kotlinie Jeleniogórskiej.
Położenie z dala od głównych szlaków komunikacyjnych sprawiło, że miejscowość stale się rozwijała. Źródła podają, że około 1786 roku Komarno zamieszkiwało 160 chałupników, 28 zagrodników oraz 20 kmieci. Był tu również jeden z ośrodków tkactwa chałupniczego. Komarno posiadało wówczas dwa kościoły – ewangelicki i katolicki. W zapiskach wymieniana jest też szkoła ewangelicka, powstała w 1742 roku.
W XIX wieku osada liczyła już 213 domów, dwór, 2 folwarki, wiatrak oraz młyny wodne.
W drugiej połowie XIX wieku Kammerswaldau (jak się wówczas nazywała miejscowość), ze względu na malownicze położenie, zaczęło wykorzystywać swą popularność wśród turystów. Z zapisków wynika, że przed II wojną światową funkcjonowały tu 4 obiekty noclegowe (jednym z nich była karczma sądowa).
W czasie II wojny światowej Komarno (wraz z Nową Kamienicą) było miejscem, w którym przechowywano cenne zbiory archiwalne z Jeleniej Góry. Najprawdopodobniej w 1944 r. zostały w nim zabezpieczone archiwalia z Archiwum Miejskiego i Powiatowego w Jeleniej Górze. W sumie z Archiwum wywieziono do Komarna i Nowej Kamienicy 121 skrzyń, z których 76 zawierało akta Archiwum Miejskiego, a 45 akta Archiwum Powiatowego.
W 1946 roku zmieniono nazwę miejscowości na Komarno. Po wojnie Komarno częściowo się wyludniło (głównie w górnych partiach). Działający PGR pozwolił utrzymać rolniczy charakter miejscowości. Do roku 1970 funkcjonował tu duży młyn, a w latach 80. prosperowało we wsi około 111 gospodarstw rolnych, jednak pod koniec dekady ich liczba zmalała do 46.
Obecnie w Komarnie odnotowuje się tendencję wzrostową ludności. Główną przyczyną tego zjawiska jest atrakcyjne krajobrazowo położenie miejscowości na południowym stoku z widokiem na panoramę Karkonoszy, a także funkcjonujące połączenie komunikacji miejskiej z Jelenią Górą.

## Zabytki
Do wojewódzkiego rejestru zabytków wpisane są obiekty:

### Kościół pw. św. Jacka
- wzniesiony w latach 1769-1772 kościół pw. św. Jacka służył miejscowej społeczności ewangelickiej. Budynek ma plan ośmioboku, z dwoma frontonami wejściowymi. Frontony akcentowane są przez trójkątne tympanony i skromne portale o wykroju koszowym. Główny portal zdobią ukośnie ustawione filary. Wnętrze kościoła okalają dwie kondygnacje empor, wspartych na drewnianych kolumnach z głowicami lub pseudogłowicami, pokrytych pseudokopułą. Parapety empor ozdobione zostały płycinami. We wnętrzu zachowała się w oryginalna drewniana, polichromowana ambona oraz ołtarz, a także kamienny kartusz. Pierwotnie całość wystroju kościoła uzupełniały późnogotyckie figury z XVI w. i meble z przełomu XVIII/XIX w. Większość elementów wyposażenia przeniesiono do kościoła pw. św. Jana Chrzciciela.Obecnie kościół pełni rolę kościoła filialnego parafii Matki Boskiej Pocieszenia.

### Kościół św. Jana Chrzciciela w Komarnie
- kościół katolicki pw. św. Jana Chrzciciela pochodzi najprawdopodobniej z początku XIV w. W końcówce XV w. został przebudowany, a w 1780 roku powiększony. Charakteryzuje się architekturą jednonawową, nakrytą sklepieniem krzyżowym i dwuspadowym dachem. Na sklepieniu dostawiona jest wieża, a do północnej ściany przylega prezbiterium z zakrystią. Od południa do wieży przylega barokowa kaplica grobowa z kartuszem herbowym. We wnętrzu kościoła zachował się ostrołukowy kamienny portal prowadzący z zakrystii do prezbiterium. Na wewnętrznej ścianie prezbiterium widnieją pozostałości sakramentarium. Z oryginalnego wyposażenia kościoła zachowała się jedynie późnogotycka mensa ołtarzowa i drewniana empora organowa.
- cmentarz katolicki (nieczynny)

### Zespół pałacowy
- zespół pałacowy, z drugiej połowy XVII w., przebudowany w XIX w.
  - pałac, po zachowanych do dziś na terenie pałacowym fragmentach innej budowli, historycy przypuszczają, że mógł stać tam wybudowany w XIII wieku zamek, jednak nie zachowała się żadna wzmianka w dokumentach. Pierwszym udokumentowanym rodem w Komarnie, który władał majątkiem był ród von Zedlitz, potem pałac był własnością m.in. Johana Augusta von Bothmar, generała Lindera, rodziny von Stosch i rodziny Loesch. Gruntowna przebudowa pałacu nastąpiła w 1842 roku. Zasypano wówczas otaczającą go fosę, a w miejscu wieży wybudowano jadalnię. Zasłonięto również dziedziniec stalową konstrukcją i szklanym dachem. Wykonano również dekoracje w stylu klasycystycznym. Pozostałościami poprzedniego stylu są zachowane na pierwszym piętrze kaplicy zamkowej sklepienia. Po II wojnie światowej pałac i zabudowania folwarczne zajmował PGR, szkoła i dom dziecka. Z układu pałacu i obejścia widoczne są dziś ślady średniowiecznej budowli, która posiadała nieistniejącą już wieżę, jak i most zwodzony
  - park

inne zabytki:
- stare kamienne krzyże, kiedyś  stanowiące część muru, który otaczał kościół pw. św. Jana Chrzciciela, teraz są porozstawiane na terenie przykościelnym, przy zachodnim narożniku. Na jednym z krzyży jest ledwo widoczny zarys miecza, drugi ma obłamane ramię i wykonano na nim ryt kordu[8]. Nie jest znany wiek, przeznaczenie ani pierwotne położenie tych krzyży. Pojawiająca się hipoteza, że są to tzw. krzyże pokutne nie ma oparcia w żadnych dowodach ani badaniach a jest oparta jedynie na nieuprawnionym założeniu, że wszystkie stare kamienne krzyże monolitowe, o których nic nie wiadomo, są krzyżami pokutnymi[11], chociaż w  rzeczywistości powód fundacji takiego krzyża może być różnoraki, tak jak każdego innego krzyża. Niestety hipoteza ta stała się na tyle popularna, że zaczęła być odbierana jako fakt i pojawiać się w lokalnych opracowaniach, informatorach czy przewodnikach jako faktyczna informacja, bez uprzedzenia, że jest to co najwyżej luźny domysł bez żadnych bezpośrednich dowodów.

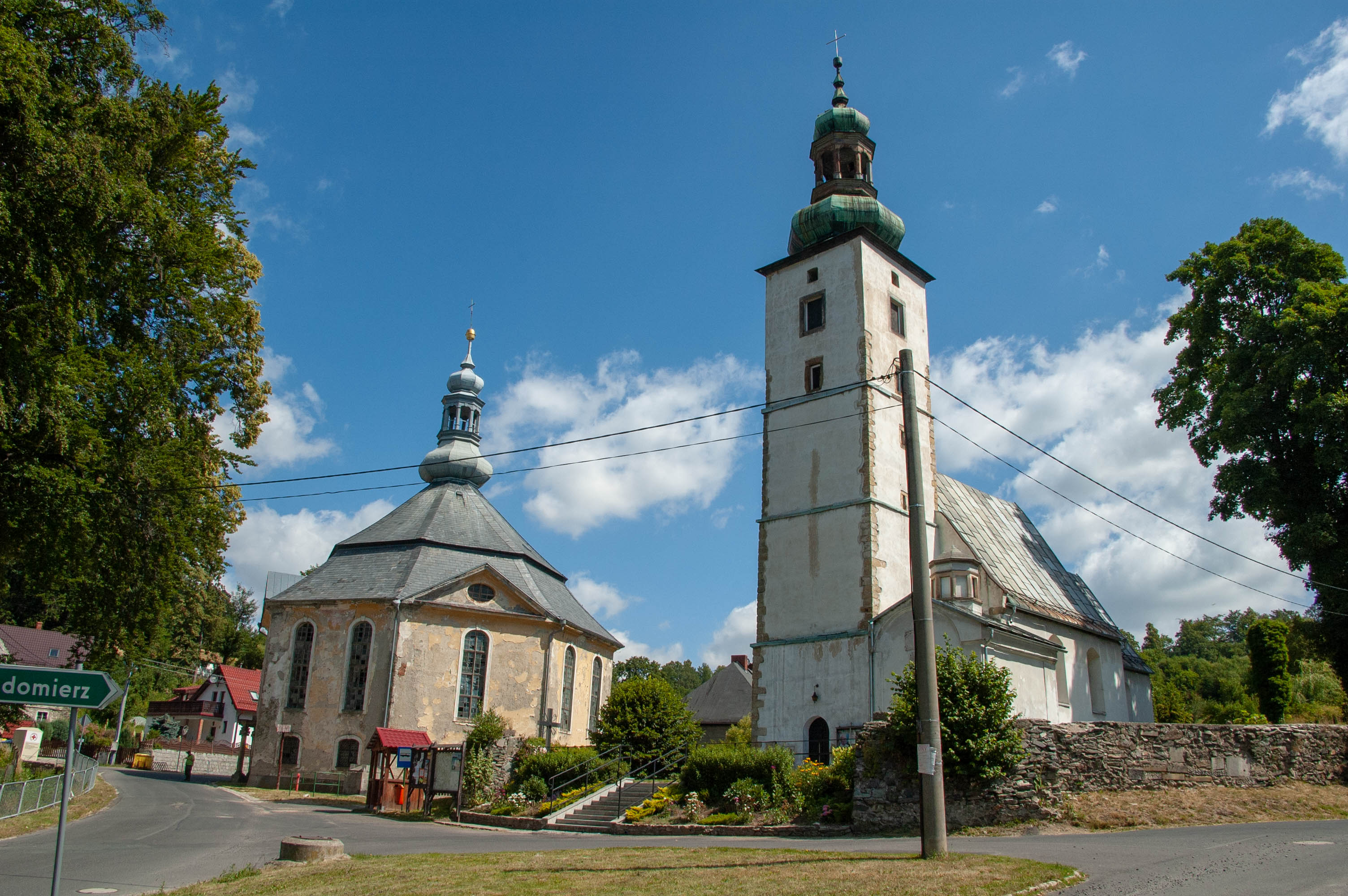
Kościół św. Jacka i Jana Chrzciciela
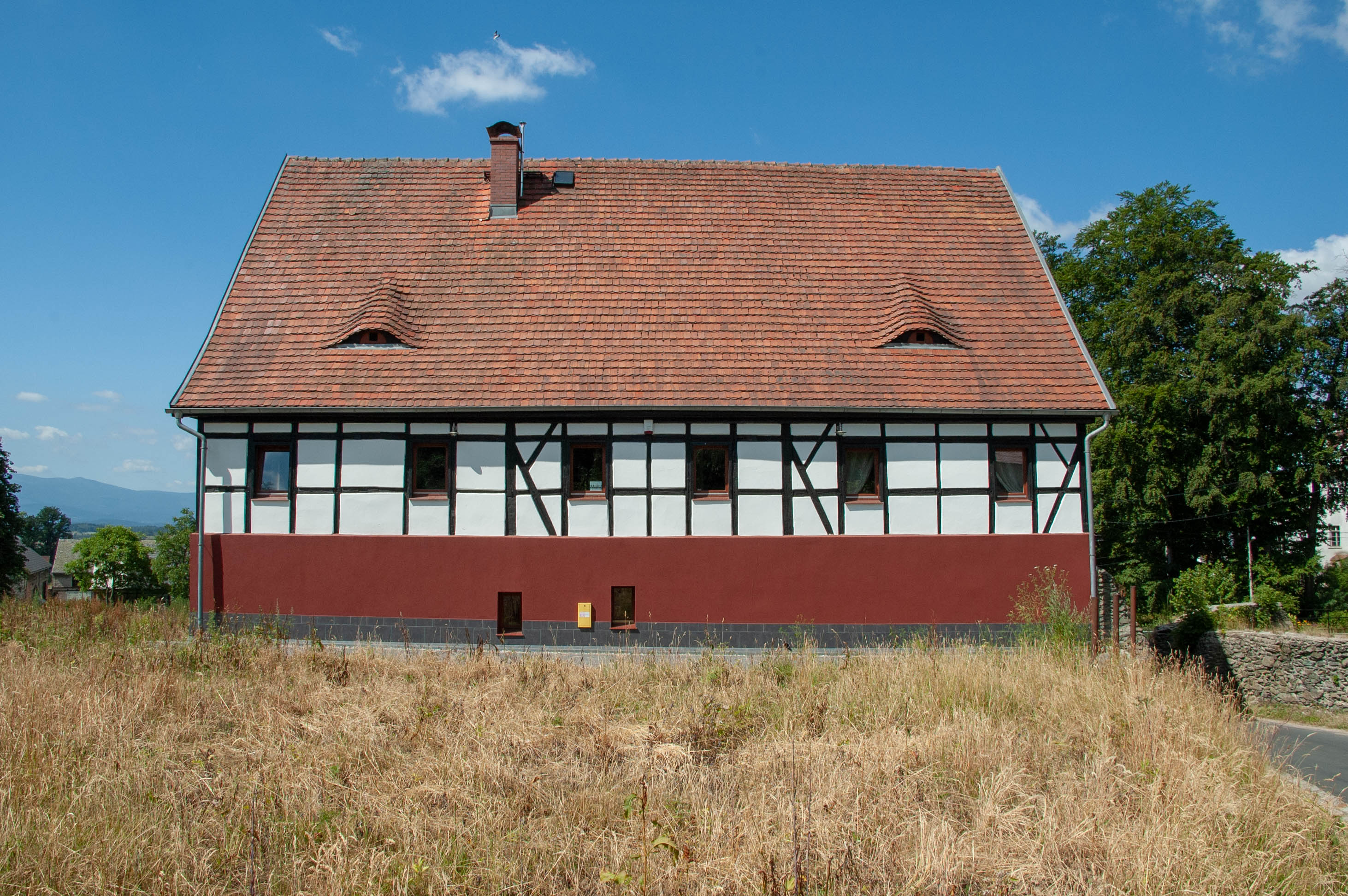
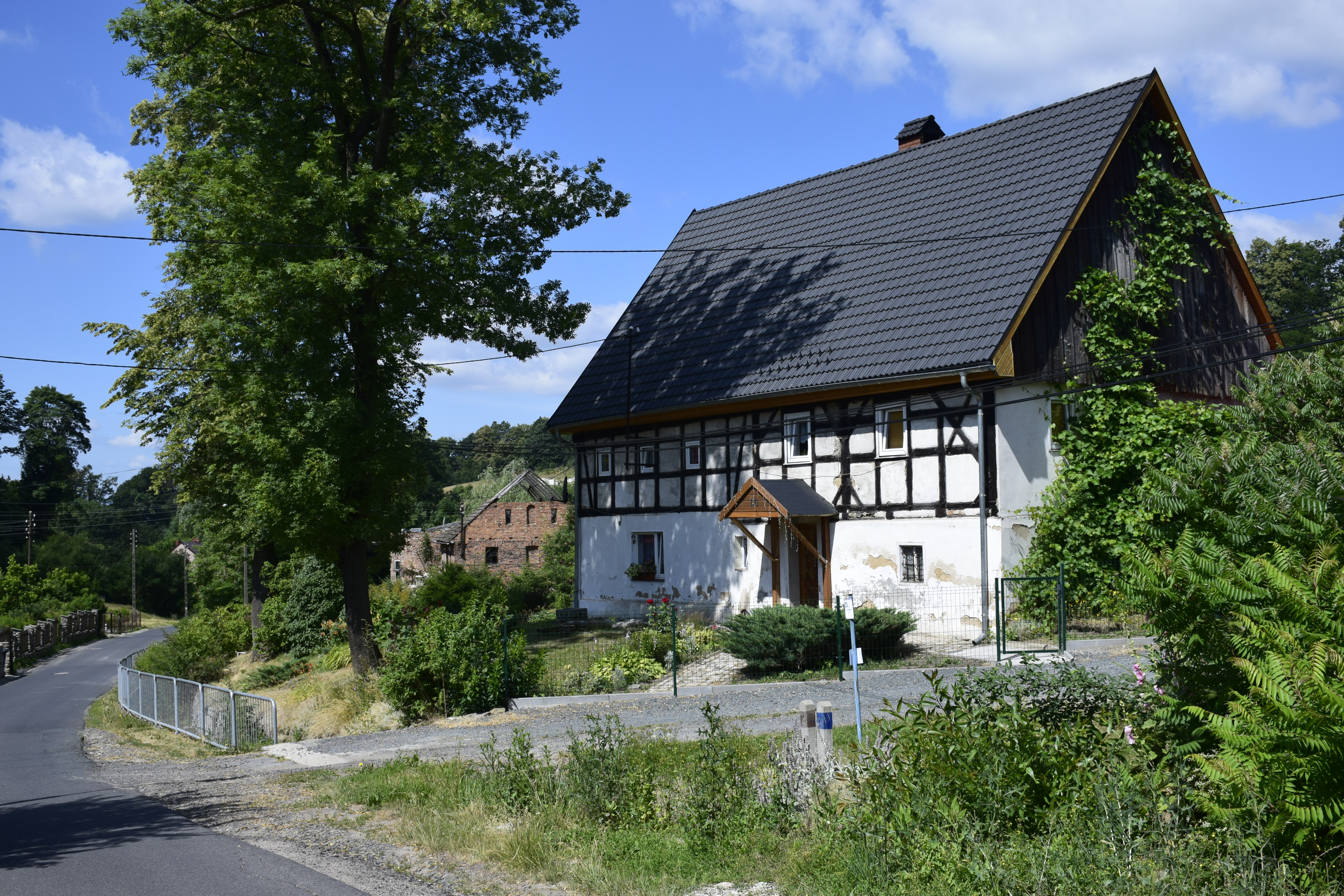
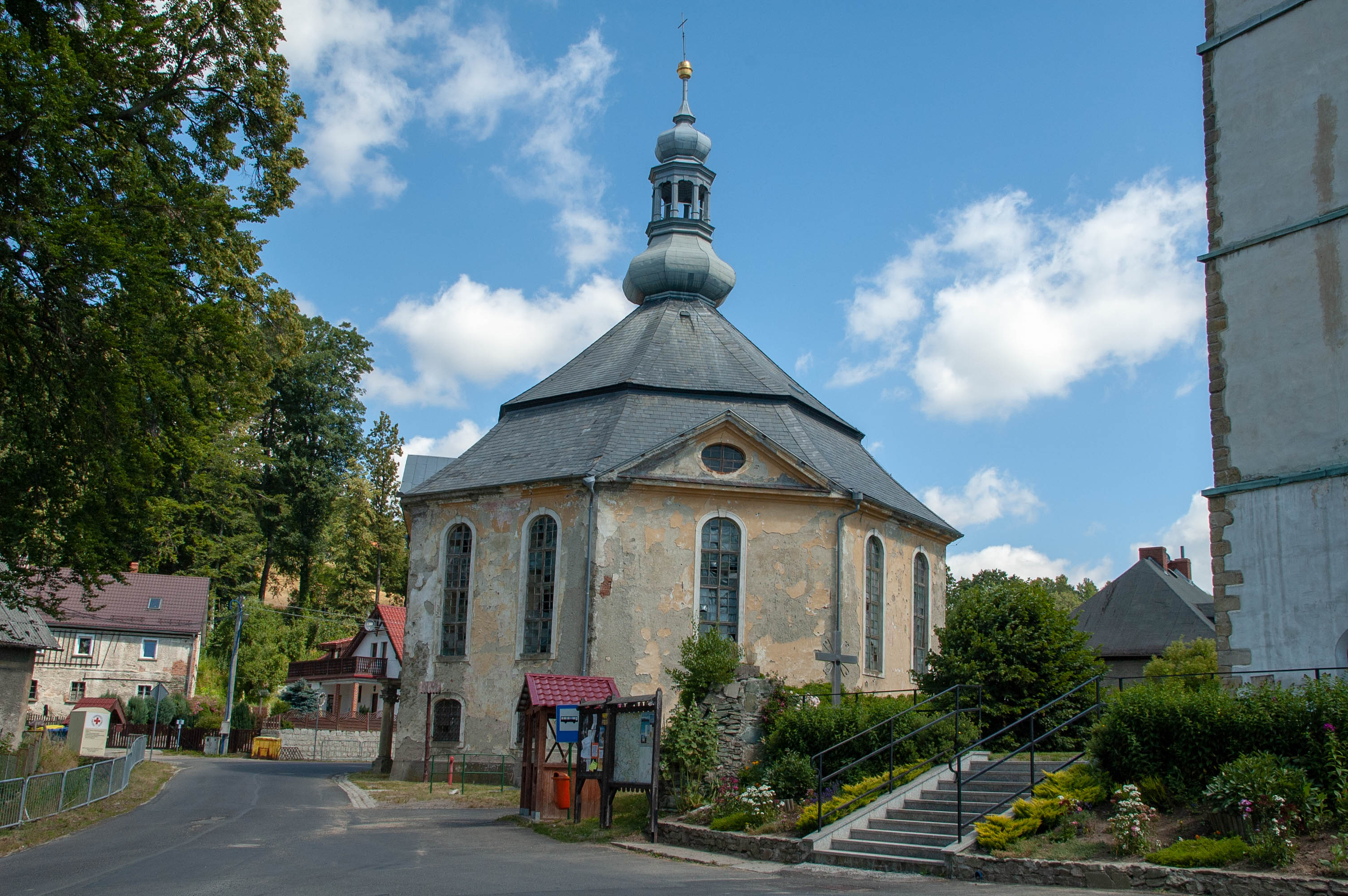
Kościół św. Jacka
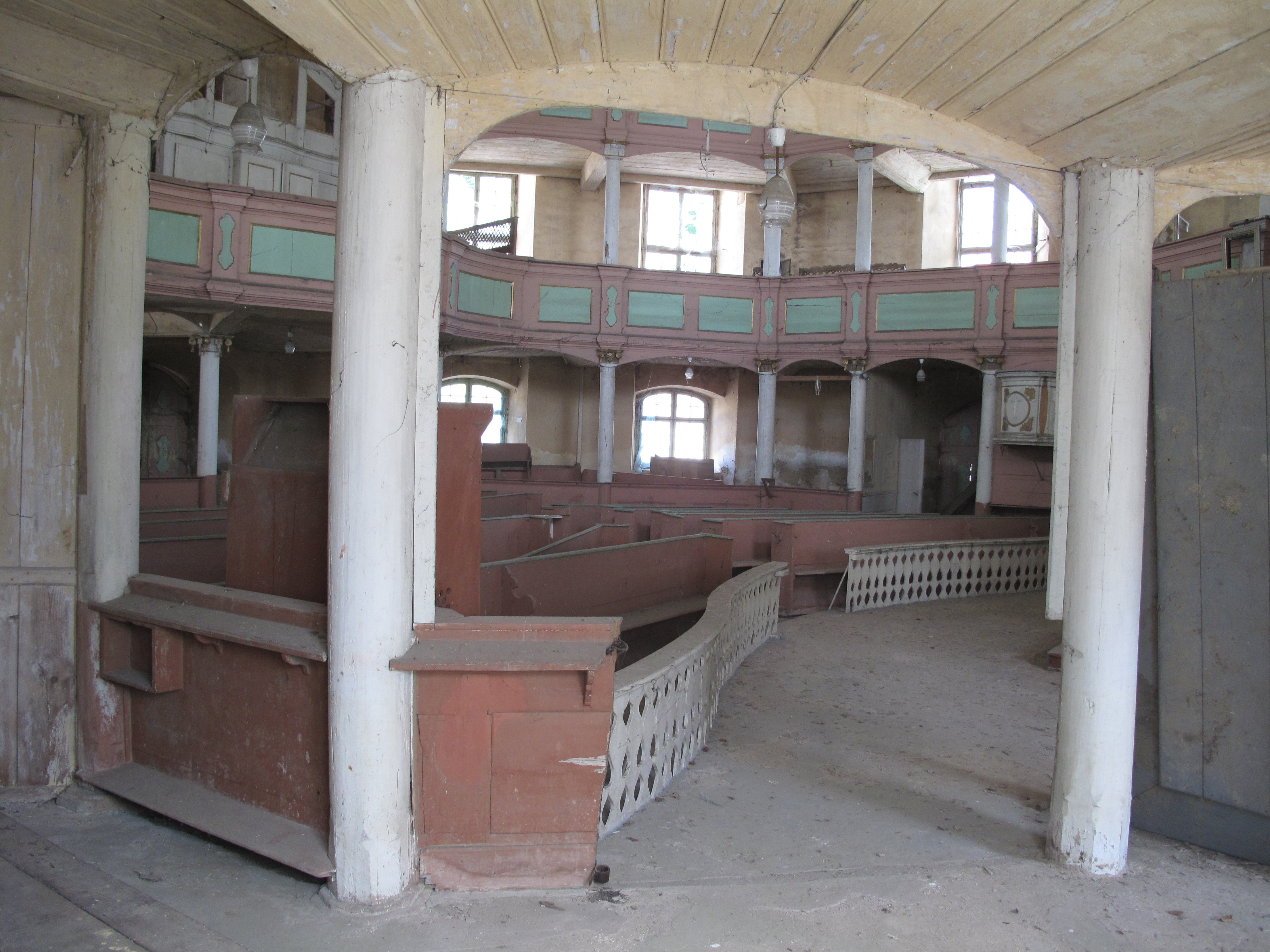
Kościół św. Jacka - wnętrze (2019)
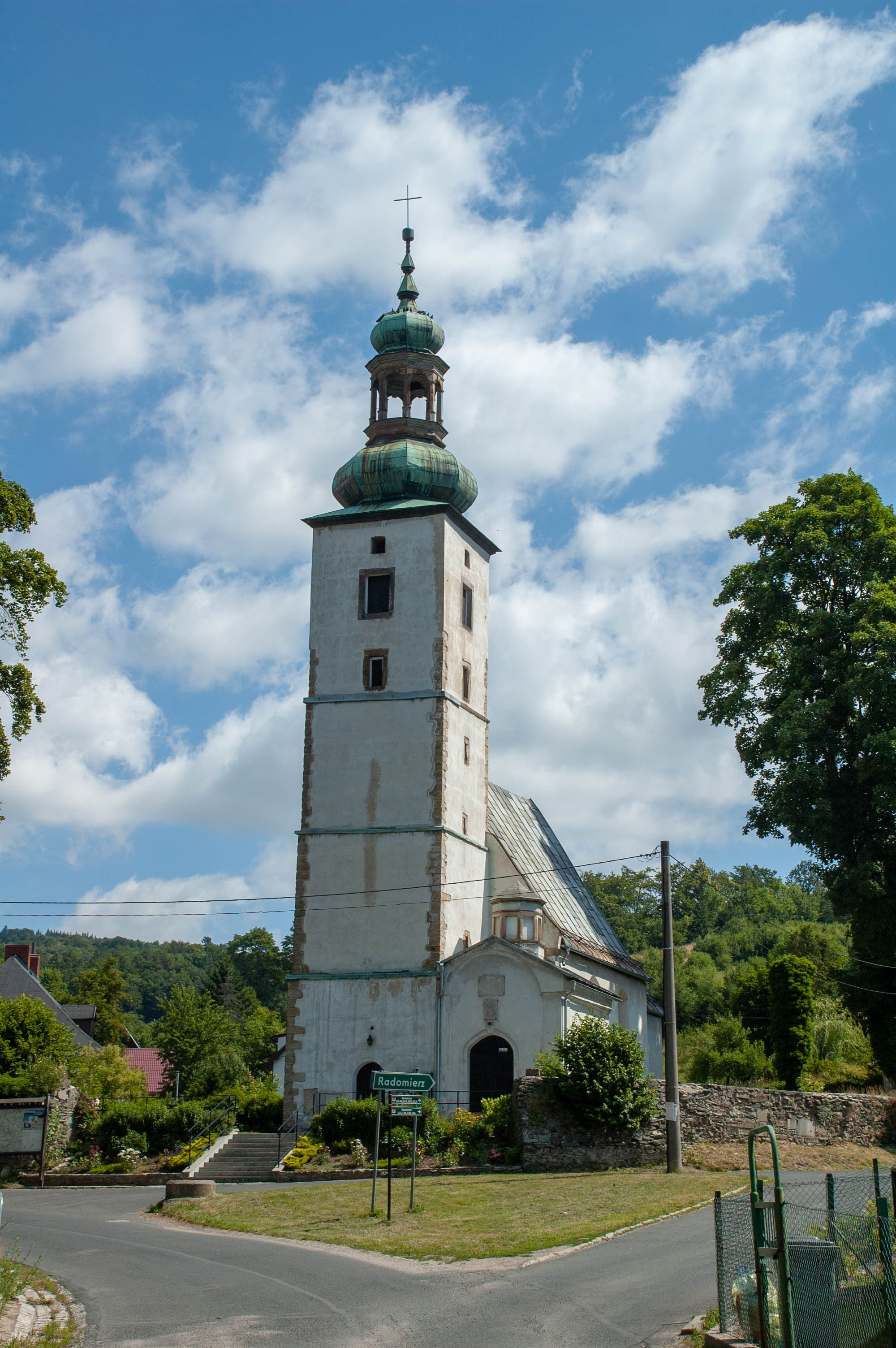
Kościół Jana Chrzciciela
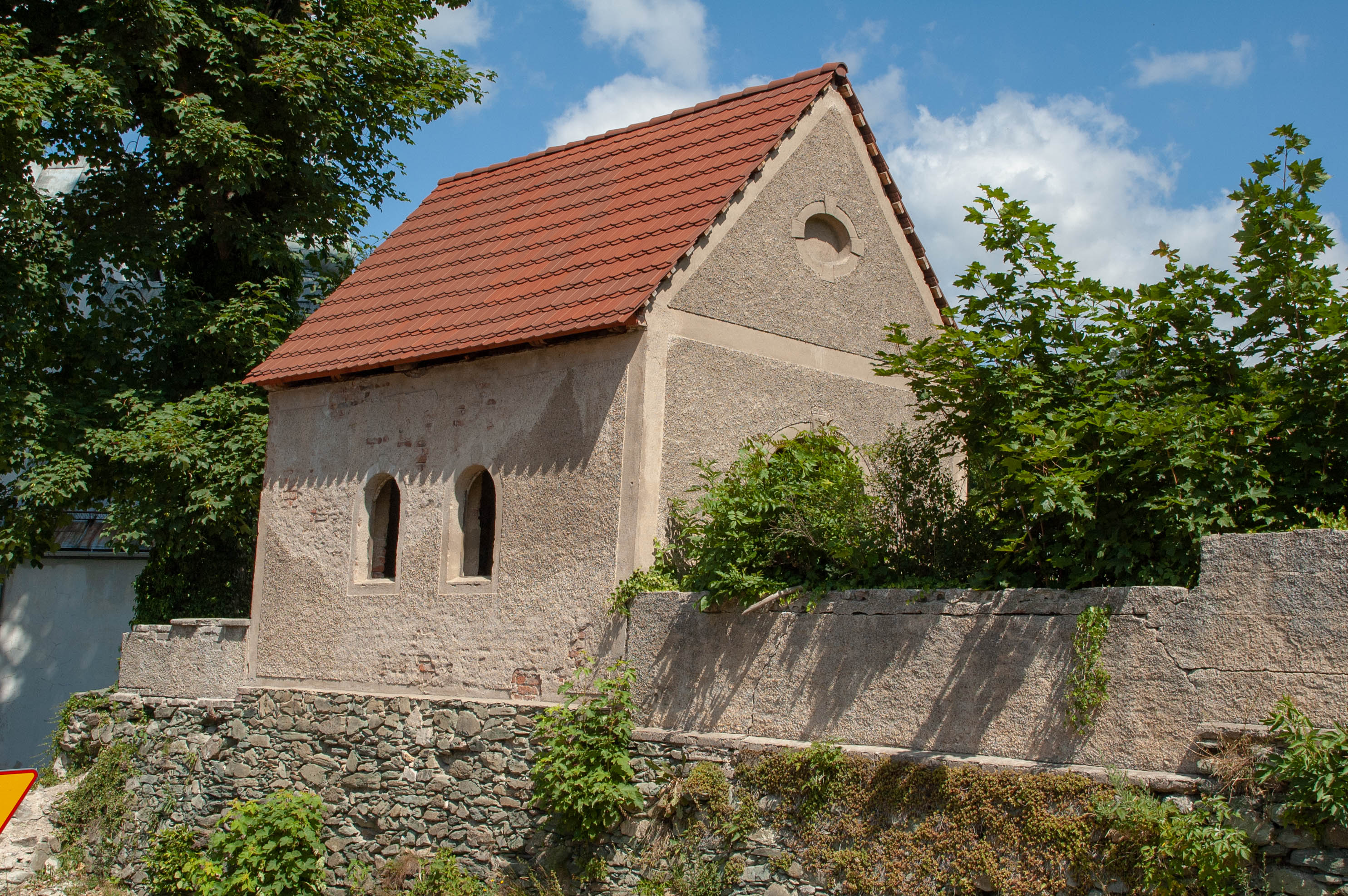
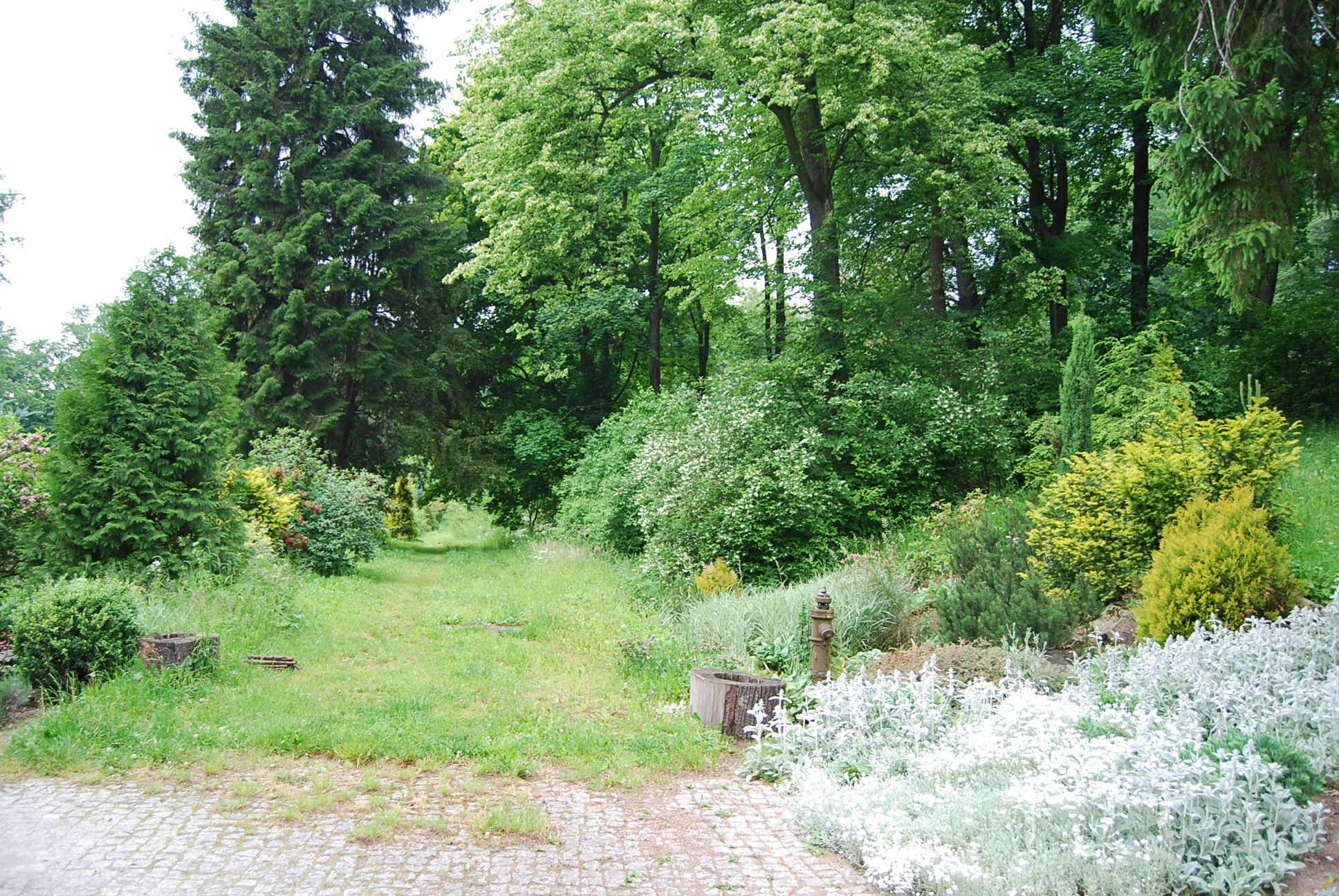
Park pałacowy